# Équipe cycliste Frejus
Frejus est une équipe cycliste italienne qui a existé de 1935 à 1956. Elle portait le nom de son sponsor, le fabricant de cycles Frejus (it). Elle a gagné le Tour d'Italie en 1938 et 1939 avec Giovanni Valetti. Elle a également remporté le classement par équipes du Giro en 1935, 1937, 1939 et 1950. Gino Bartali commence sa carrière dans cette équipe en 1935.

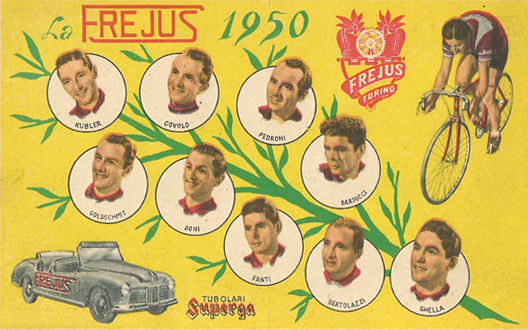
Affiche de l'équipe Frejus (1950).